# Palacio Gardoqui
El palacio Gardoqui, conocido también como palacio del conde de Fontanar, fue una casa noble edificada en el siglo XVI en la plaza de San Miguel de la ciudad de Valladolid. Sus primeros habitantes conocidos y documentados fueron miembros de la familia del conde de Benavente. La casa fue cambiando de propietarios hasta que en el siglo XIX el inmueble fue adquirido por la familia Gardoqui, nombre con que se le conoció en adelante. La casa-palacio fue derribada en la década de 1960 y desde entonces entró a formar parte del patrimonio perdido de Valladolid.

## Propietarios e inquilinos
El primer propietario de que se tiene noticia es Cristóbal de Benavente de Benavides descendiente de la rama bastarda de los condes de Benavente. Fue fiscal de la Audiencia de México. En 1552 se trasladó con su familia a Valladolid y adquirió unas casas «junto a San Miguel, que lindan con casas de Francisco de Espinosa, por la parte del hospital de la Misericordia y por la otra parte con casas de Zanudio alguacil, y por detrás con corrales de Hernando de Vega y por delante con la iglesia de San Miguel.»
Su nieto Cristóbal de Benavente y Benavides nació en Valladolid en 1582. Realizó una próspera carrera diplomática y por sus méritos fue distinguido con el título de Caballero de Santiago, y a poco tiempo en 1645, conde de Fontanar. Casó con Leonor Nelli de Rivadeneira, segunda hija del banquero Fabio Nelli, con la que tuvo cinco hijos. La casa principal siguió habitada por miembros de esta familia hasta que a mediados del siglo XVIII se extinguió (la familia), a partir de lo cual fue arrendada a diversos inquilinos. Este propietario hizo algunos cambios en el inmueble: mandó a los maestros Jerónimo Laso y Juan de Valdelastra abrir en cantería la puerta principal, encargando también al cantero Marqués de Oncejo una serie de columnas y al herrero Miguel Vaquero veintidós rejas y balcones.
Juan Urbán Pérez de Vivero, conde de Fuensaldaña  fue uno de los inquilinos que alquiló la casa:

Se mudó a este lugar [Pérez de Vivero] porque había vendido las casas de su propiedad, sitas en la plaza de Santa Brígida cerca del palacio Real, al duque de Lerma para ampliación del palacio.

A continuación, entre 1640 y 1655 el inquilino fue Pedro de Villacís, conde de Peñaflor; pagaba de renta 1000 reales al año. En 1651 mandó al maestro de obras Juan de Llanos reparar los pesebres de las cuadras y los tejados de las casas.
Las normas establecidas para el mayorazgo de estas casas advertían que si los inmuebles no eran habitados por la familia y por lo tanto hubieran de ponerse en renta, los beneficios pasarían a sostener las misas que desde tiempos anteriores venían celebrándose en la capilla del Cristo de la iglesia de San Miguel de Valladolid. Pero en 1802 las casas estaban tan ruinosas, con necesidad de una reparación tan costosa que la nueva parroquia de San Miguel sita en la calle de San Ignacio, decidió enajenar el inmueble a censo reservativo. Por esta cuestión se tasó en 46.333 reales, siendo adquirido por Antonio Román de Cotes y Sello, marqués de Ordoño.
Después y durante bastantes años la Administración General de Rentas Reales ocupó las casas. En los legajos del Archivo Histórico aparecen sus lindes:

«Por la derecha y según se entra en ellas [lindan] con la calle de San Blas y en lo accesorio por aquella parte con casas del mayorazgo de los Castilla, por la izquierda con casa de D. Angelo Quintero Guerra, escribano de Provincia, y en lo accesorio por este lado con casa de D. Vicente Díaz de esta ciudad como conjunto de Dña. Felipa Arias Muñiz; señaladas con el azulejo nº 1, con su patio, corrales, pozos, habitaciones altas y bajas.»

Tras la muerte del marqués de Ordoño en 1810, alquiló las casas Cesáreo de Gardoqui Orueta Arriquibar y Uriarte, casado con su prima María Simona de Gardoqui Orueta, hija de Diego de Gardoqui y Arriquibar, Primer Embajador de España en los nacientes Estados Unidos. Cesáreo era personaje del Supremo Consejo de Guerra de S.M. e intendente general del Ejército de Valladolid, que las adquirió años después en 64.000 reales. A mediados del siglo XIX, la viuda de Manuel Gardoqui Gardoqui, hijo de Cesáreo y Simona, Hipólita Fernández de Castro,  realizó reformas cuyo resultado fue un señorial palacio citado como «casa de nueva construcción» en el diccionario de Madoz.

«La [casa] titulada de Gardoqui, situada en la plazuela de San Miguel, con habitaciones suntuosas y elegantes, teniendo todas las condiciones necesarias para ser ocupadas por personas elevadas. Reconociéndolo así la municipalidad, acordó designarla para hospedage de las personas reales que transiten por la población y relevarla de la carga de alojamientos militares, a lo cual debe el honor de haber hospedado al rey a su paso de Galicia para la corte el año de 1842.»

El historiador y arquitecto Juan Agapito y Revilla (1867-1944) que alcanzó a ver el palacio hizo una descripción del mismo en su obra Heráldica, dando detalles sobre el patio, las columnas, la amplia escalera y el escudo de armas de la familia Gardoqui.
En la década de los 60 del siglo XX se llevó a cabo el derribo de este palacio en cuyo solar se edificó más tarde un hotel de la cadena Meliá inaugurado en diciembre de 1969. El palacio conocido como Gardoqui pasó a incrementar el patrimonio perdido de la ciudad de Valladolid.